# Þórdís Snorradóttir
Þórdís Snorradóttir (nacida c. 1205) era una hija ilegítima del famoso escaldo e historiador islandés Snorri Sturluson y una mujer llamada Oddný. 
En 1224 se casó con Þorvaldur Snorrason Vatnsfirðingur, caudillo del clan Vatnsfirðingar, unas décadas mayor que ella. Los matrimonios concertados de los hijos e hijas de Snorri, fueron pactos que ayudaron a sellar rencillas y las complicadas relaciones entre caudillos, como Snorri y Þorvaldur. El matrimonio vivió en Vatnsfjörður y de esa relación tuvieron dos hijos: una hembra, Kolfinn, y un varón llamado Einar (1227-1286).
Cuando Þorvaldur fue asesinado por los hijos de Hrafn Sveinbjarnarson en venganza por la muerte de su padre. Þórdís no quiso regresar a Reykholt, a pesar de la insistencia de su padre. Tuvo relaciones con un hombre llamado Olafur Æðeying, con quien tuvo un hijo en 1232. Más tarde fue cortejada por Oddur Álason de Sandar, y pese a que la relación iba por buen camino, su cuñado Órækja Snorrason que mantenía una lucha por dominar la región de Ísafjarðardjúp, falsificó una carta de su hermana despreciando a Oddur y este se quitó la vida el 13 de enero de 1234. Parece que Oddur había tomado partido por otro bando y Órækja lo consideró como una traición.
En 1232 Þórdís tomó posesión de una granja en Vatnsfjörður, pero Snorri puso a su hijo Órækja para gestionar las propiedades hasta que Einar, el hijo de Þórdís, fuese mayor de edad. 
En la saga Sturlunga Þórdís muestra destellos de las mujeres excepcionales que parecen participar independientemente en la compleja red social islandesa, y parece lograr el reconocimiento público como líder.